# Villa Nizzastraße 12 (Radebeul)
Die Villa Nizzastraße 12 liegt im Stadtteil Oberlößnitz der sächsischen Stadt Radebeul, gegenüber der typgleichen Villa Agnes von Karl May. Die landhausartige Villa wurde 1880/1881 von den Gebrüdern Ziller erbaut.

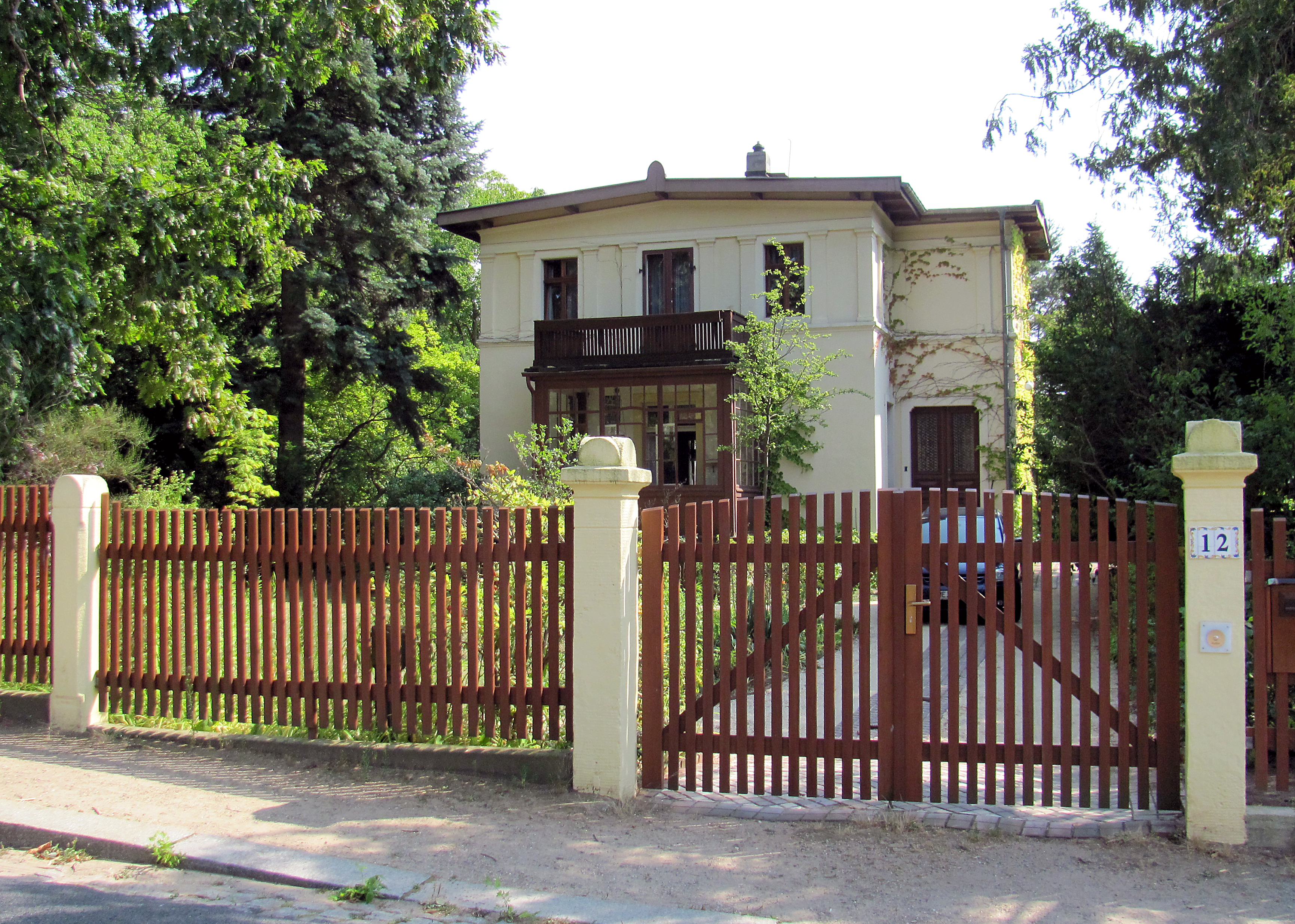
Villa Nizzastraße 12

## Beschreibung

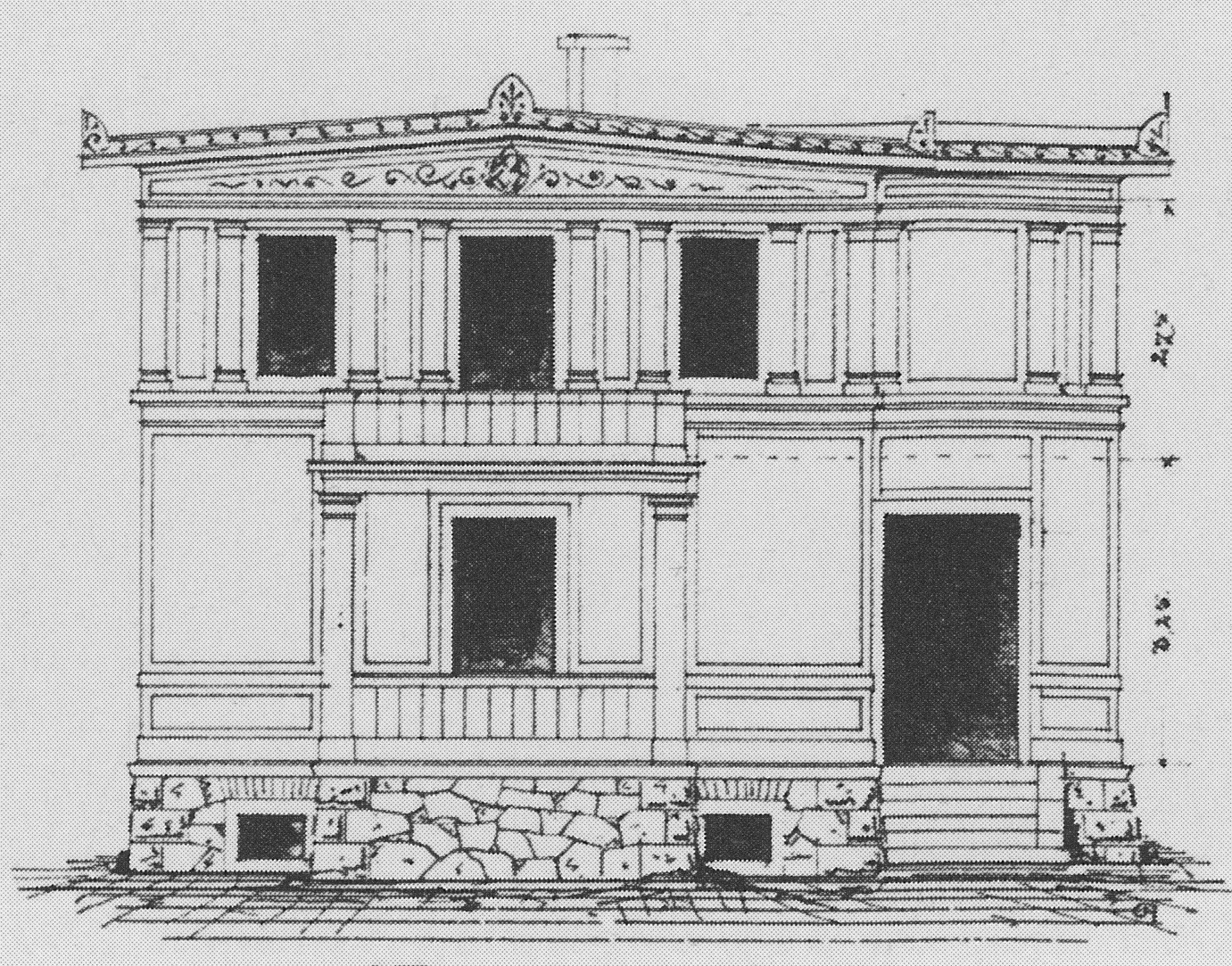
Bauzeichnung, 1880

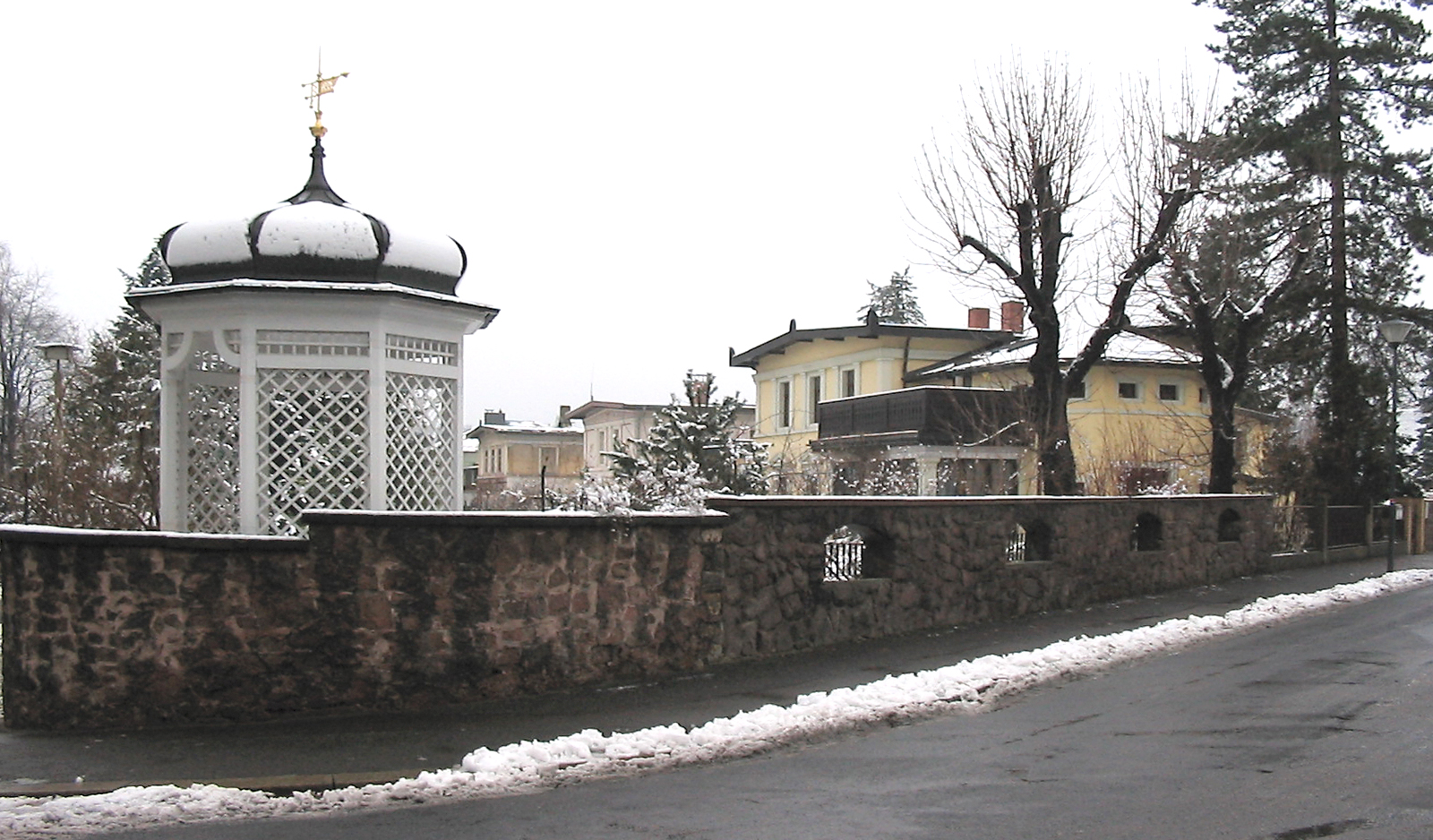
Gegenüber: Villa Agnes mit Pavillon, Blick zu den ähnlichen Nachbarvillen Nr. 11 und Nr. 9

Die zusammen mit ihrer Einfriedung unter Denkmalschutz stehende, landhausartige Villa ist ein zweigeschossiger Bau auf einem Syenitsockel mit Sandsteinfassung und mit einem sehr flachen, weit vorkragenden Satteldach, das durch hölzerne Akroteren bekrönt wurde. Das Gebäude ist aufgrund der Gliederung und Verputzung stilistisch dem Spätklassizismus zuzuordnen, wobei es durch sein hohes Erdgeschoss und das vergleichsweise niedrige Obergeschoss auf griechische Vorbilder verweist.
Die dreiachsige Hauptansicht des Gebäudes zeigt in Richtung Norden zu einem großzügigen Vorgarten an der Nizzastraße. In dieser Ansicht steht eine hölzerne, verglaste Veranda mit einem Austritt obenauf.
Auf der rechten Seite des Gebäudes befindet sich der Eingang in einem zweigeschossigen Vorbau.
Das glatt verputzte Wohngebäude wird durch Sandsteingewände gegliedert. Die drei Fensterachsen im Obergeschoss liegen zwischen zwei Gesimsen, die um das gesamte Gebäude herumlaufen, und werden jeweils auf beiden Seiten durch Putzpilaster gefasst, außen jeweils Spiegelfelder. Die Ost- und die Südseite sind jeweils zweiachsig.
Die Einfriedung besteht aus einem Lattenzaun zwischen Betonpfeilern.

## Geschichte
Der Serkowitzer Baumeister Moritz Ziller beantragte im Januar 1879 auf eigene Rechnung, das Grundstück Nizzastraße 9 zu bebauen, drei Wochen vor dem Antrag für die beiden östlich gelegenen Nachbargrundstücke, das Eckgrundstück Nizzastraße 13 (heute Lößnitzgrundstraße 2, Villa Agnes) gemeinsam mit dem gemeinsamen Nachbargrundstück Nizzastraße 11. Die Bauarbeiten führte Moritz’ eigene Baufirma Gebrüder Ziller durch, die Baufertigstellung erfolgte im April 1880.
Bereits im Februar 1880 stellte Moritz Ziller auf dem gegenüberliegenden Eckgrundstück den Bauantrag für die Nr. 12, den er im Oktober desselben Jahres zwecks Erweiterung des Bauvolumens erneut einreichte. Die Genehmigung der Ingebrauchnahme erfolgte im September 1881.

## Typgleiche Villen
- Villa Nizzastraße 9
- Villa Nizzastraße 11
- Villa Agnes (ehemals Nizzastraße 13, heute Lößnitzgrundstraße 2)